# Abdúl Aramayo
Abdúl Aramayo Mendizábal (Villamontes, 4 de septiembre de 1934 - La Paz, 2 de septiembre de 2020) fue un futbolista y entrenador boliviano. Se desempeñaba como delantero. Fue parte de la Selección Boliviana que se proclamó campeona del Campeonato Sudamericano 1963.

## Trayectoria
Aramayo nació en Tarija, comenzó su carrera en el plantel de Ferroviario de La Paz y a partir de 1965 se sumó a Bolívar. También jugó en Chaco Petrolero y Always Ready, además de Stormers Petrolero de Sucre.

## Selección nacional

### Participaciones enCopa América
| Copa                         | Sede                   | Resultado              | Partidos | Goles |
| ---------------------------- | ---------------------- | ---------------------- | -------- | ----- |
| Campeonato Sudamericano 1959 | Argentina              | 7° puesto              | 4        | 0     |
| Campeonato Sudamericano 1963 | Bolivia                | Campeón                | 5        | 0     |
| Total en Copas América       | Total en Copas América | Total en Copas América | 9        | 0     |

## Clubes

### Como jugador
| Club            | País    | Año         |
| --------------- | ------- | ----------- |
| Chaco Petrolero | Bolivia | 1958 - 1964 |
| Bolívar         | Bolivia | 1965 - 1967 |
| Always Ready    | Bolivia | 1968        |

## Palmarés

### Como jugador

#### Campeonatos internacionales
| Título       | Equipo              | Sede    | Año  |
| ------------ | ------------------- | ------- | ---- |
| Copa América | Selección Boliviana | Bolivia | 1963 |

### Como entrenador

#### Campeonatos nacionales
| Título             | Club           | País    | Año  |
| ------------------ | -------------- | ------- | ---- |
| Primera División   | Bolívar        | Bolivia | 1983 |
| Copa Simón Bolívar | Iberoamericana | Bolivia | 2000 |
| Primera División   | Bolívar        | Bolivia | 2005 |

### Distinciones
| Distinción                    | Año  |
| ----------------------------- | ---- |
| Orden del Cóndor de los Andes | 2013 |